# MBTA 지하철
MBTA 지하철(영어: MBTA Subway)은 매사추세츠만 교통공사(MBTA)가 보스턴 대도시권에서 운영하는 중전철, 라이트 레일, 버스 체계이다. 보스턴 대도시권 내에서는 간단히 급행 운송(Rapid Transit), 지하철(Subway) 또는 T 시스템으로도 불린다.
보스턴의 지하철은 세 개의 중전철 노선(레드 라인, 오렌지 라인, 블루 라인)과 한 개의 여러 지선으로 이루어진 라이트 레일(그린 라인), 한 개의 짧은 라이트 레일 노선(애쉬몬트-매터팬 고속선)으로 이루어져 있다. 애쉬몬트-매터팬 고속선을 제외한 모든 노선은 지하 구간이 존재하지만 노선 전체가 지하로만 이루어져 있는 노선은 없다. MBTA 지하철에는 총 133개의 역이 있는데, 이 중 26개 역만 지하역이다. 실버 라인은 간선급행버스체계(BRT)로 운영되며, 5개의 지선으로 이루어져 있다. 이 중, 3개 지선은 급행 노선으로서 지하철 운임을, 다른 2개 지선은 이보다 더 낮은 버스 운임을 부과한다.
그린 라인의 파크 스트리트 역과 보일스턴 역 사이의 트레몬트 스트리트 지하철 구간은 1897년에 개통하였으며, 현존하는 미국에서 가장 오래된 지하철이다(폐선된 것을 포함하면 뉴욕 시티의 비치 뉴매틱 트랜지트이다).
2005년 기준으로, 하루 평균 62만 8400명의 승객이 평일에 광역 전철과 경전철 노선(실버 라인의 BRT 포함)을 이용하였으며, 이는 MBTA 전체 이용객 중 55%를 차지한다.

## 역사

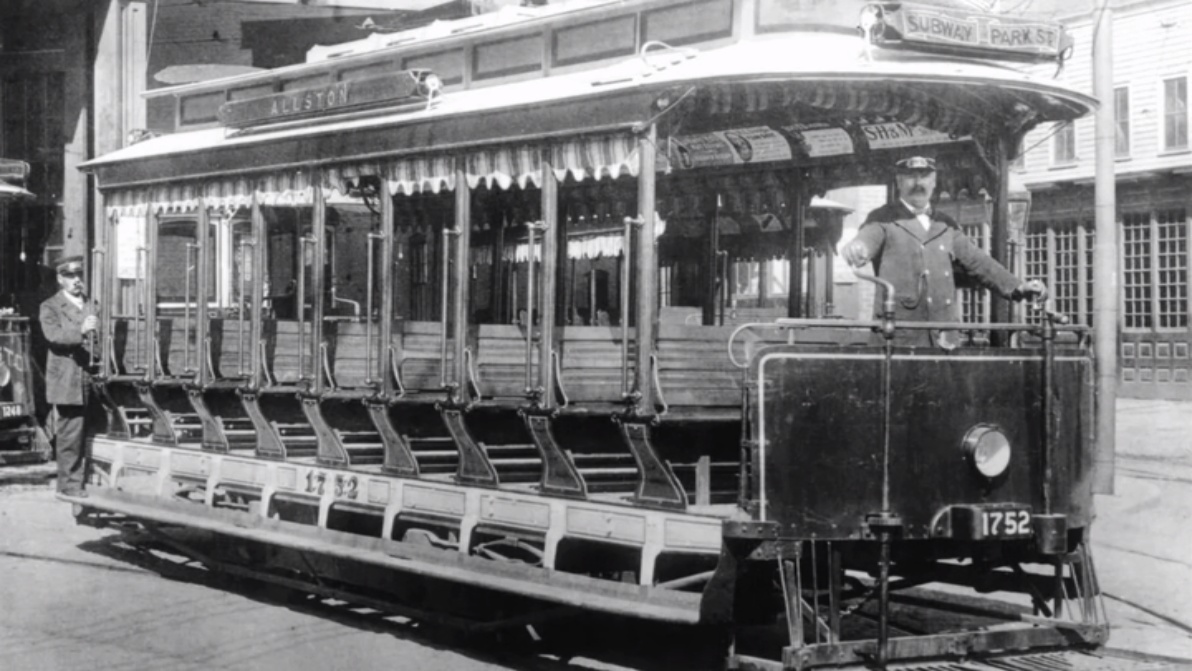
베테랑 운전사인 지미 리드가 운전한 1752번 전차(Streetcar number 1752)는 1897년 9월 1일에 최초의 보스턴 지하철 차량이 된다. 이 열차는 미국 지하철 교통의 시작을 의미한다.

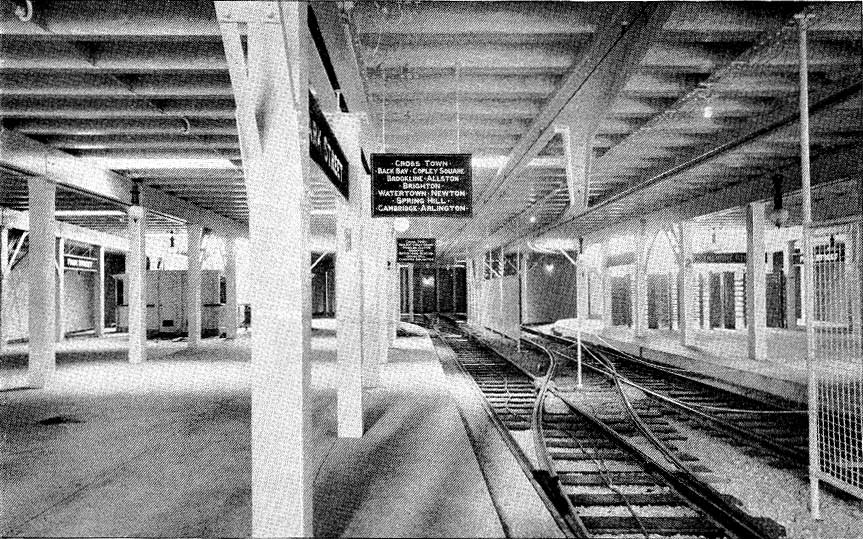
그린 라인 파크 스트리트 역의 승강장 모습 (1898년 개통 직후 촬영)

1897년 9월에 개통한 그린 라인의 파크 스트리트 역과 보일스턴 역 사이의 트레몬트 스트리트 지하철 구간은 미국 최초의 지하철로, 미국 국립역사기념물로 지정되었다. 이외에 그린 라인, 오렌지 라인, 레드 라인, 블루 라인의 다운타운 부분은 모두 1912년부터 영업해오고 있다. 대중교통망의 신규 개통은 1900년대의 거의 모든 해에 이루어졌으며, 2000년대에도 실버 라인 버스가 개통하고, 그린 라인의 연장이 계획되면서 계속되고 있다.
보스턴 다운타운에서는 전차 혼잡이 극심하였고, 이는 지하철과 고가 철도의 건설의 원인이 되었다. 트레몬트 스트리트 지하철은 미국 최초의 급행 수송 터널이다. 지하철은 입체 교차로 건설되어 교차로 인한 지연을 피하여 수송 능력이 향상되었다.

## 노선
MBTA 지하철은 3개의 중전철 노선과, 2개의 라이트 레일 노선, 1개의 지하 간선급행버스체계(BRT) 노선으로 구성된다.
중전철 노선은 리비어에서 다운타운 보스턴까지 이어지는 블루 라인, 록스베리에서 몰든으로 이어지는 오렌지 라인, 케임브리지에서 애쉬몬트 또는 브레인트리까지 이어지는 레드 라인이 있다.
라이트 레일 노선은 브라이턴, 브루클라인, 뉴턴, 록스베리를 종점으로 하는 4개 지선으로 이루어진 그린 라인과 애쉬몬트-매터팬 고속선이 있다.
실버 라인의 지선 중 SL1과 SL2는, 일부 구간에서 지하 터널로 운행하며, 사우스 역에서 직접 이동한다. 이 두 노선은 지하철 운임이 적용되는 반면, SL4와 SL5는 더 싼 버스 운임이 적용된다.
| 노선                   | 노선색 | 경로 | 개통 연도 | 총 연장           | 역 수 |
| ---------------------- | ------ | --- | --------- | ----------------- | ----- |
| 그린 라인              | 초록색 | A: 파크 스트리트(Park Street) ↔ 워터타운(Watertown) (1969년 영업 종료) B: 파크 스트리트(Park Street) ↔ 보스턴 칼리지(Boston College) C: 노스 역(North Station) ↔ 클리블랜드 서클(Cleveland Circle) D: 가버먼트 센터(Government Center) ↔ 리버사이드(Riverside) E: 레치미어(Lechmere) ↔ 히스 스트리트(Heath Street)                                   | 1897년    | 23 mi (37 km)     | 66    |
| 오렌지 라인            | 주황색 | 오크 그로브(Oak Grove) ↔ 포리스트힐스(Forest Hills) | 1901년    | 11 mi (18 km)     | 19    |
| 블루 라인              | 파란색 | 원더랜드(Wonderland) ↔ 보든(Bowdoin) | 1904년    | 6 mi (9.7 km)     | 12    |
| 레드 라인              | 빨간색 | 알레와이프(Alewife) ↔ 애쉬몬트(Ashmont) 알레와이프(Alewife) ↔ 브레인트리(Braintree) | 1912년    | 22.5 mi (36.2 km) | 22    |
| 애쉬몬트-매터팬 고속선 | 빨간색 | 애쉬몬트(Ashmont) ↔ 매터팬(Mattapan) | 1929년    | 2.6 mi (4.2 km)   | 8     |
| 실버 라인              | 은색   | SL1: 사우스 역(South Station) ↔ 로건 국제공항(Logan International Airport) SL2: 사우스 역(South Station) ↔ 디자인 센터(Design Center) SL3: 사우스 역(South Station) ↔ 시티 포인트(City Point) (2008년 영업 종료) SL4: 사우스 역(South Station) ↔ 더들리 스퀘어(Dudley Square) SL5: 다운타운 크로싱(Downtown Crossing) ↔ 더들리 스퀘어(Dudley Square) | 2002년    | 빈칸              | 22    |

### 적용 범위

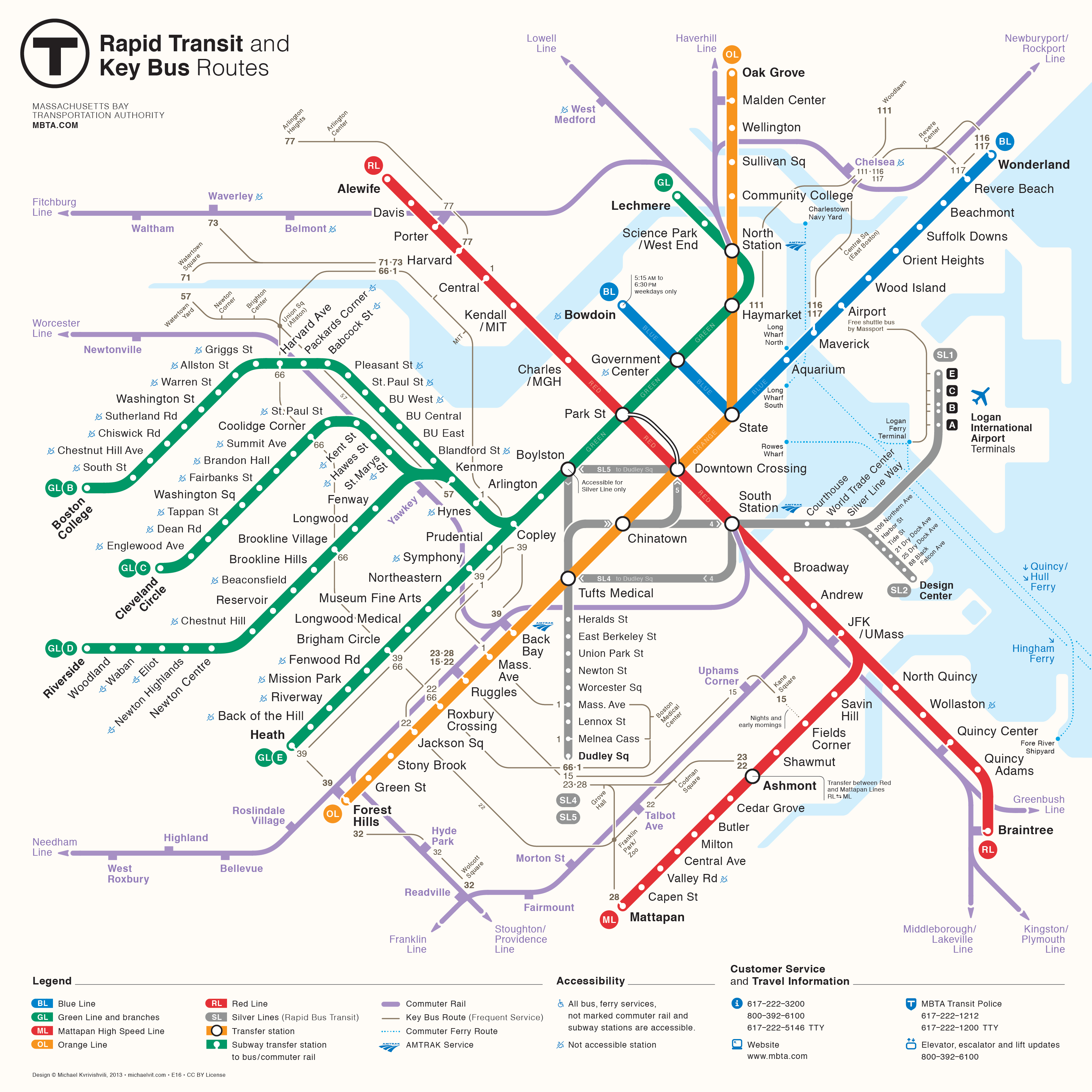
2013년 기준의 비공식 MBTA 도시철도 노선도(BRT 이외의 주요 버스 노선 포함). 공식 MBTA 노선도는 이 노선도에서 변형된 판으로, 2014년 재디자인 공모전에서 당선되었다.

지하철 노선은 보스턴 시내에서 각 지역으로 잇는 형태인 허브 앤 스포크(Spoke-hub distribution paradigm) 형태이다. 네 지하철 노선은 도심에서 만나 교차하여 사각형 모양을 그리고 있으며, 오렌지 라인과 그린 라인은 두 역에 걸쳐 나란히 달린다. 레드 라인과 블루 라인은 서로 직접 연결되는 구간이 없다. 다양한 지하철 노선들이 특정 방위에서 지속적으로 운행하지 않기 때문에, 노선의 방향에 따라 "인바운드(inbound)" 또는 "아웃바운드(outbound)"라고 부르는 것이 보통이다. 인바운드 열차는 4개의 도심 환승 역으로 향하고, 아웃바운드 열차는 이러한 허브 역에서 멀리 떨어져나간다.
그린 라인은 네 개의 지선이 있는데, B선(보스턴 칼리지 방면), C선(클리블랜드 서클 방면), D선(리버사이드 방면), E선(히스 스트리트 방면)이 있다. 또한 그린 라인의 파크 스트리트 역과 보일스턴 역 사이 구간은 1897년에 지어진 미국 최초의 지하철 노선이기도 하다. 한편 워터타운 방면으로 가는 A선은 1969년 6월에 영업을 중단하였다. 그리고 E선은 한 때 히스 스트리트 역 이후로 아버웨이까지 이어진 적이 있었다.
레드 라인은 남쪽으로 두 지선이 있는데 종착역의 이름을 각각 따서 애쉬몬트 선과 브레인트리 선으로 불린다.

### 색상
원래 이 지역의 대중교통 노선명은 지리적 이름으로만 사용했다. 노선 번호는 1936년 노선도에 추가되었지만, 3개의 중전철은 1,2,3호선으로 할당되었고, 현재의 그린 라인은 각 지선 마다 다른 노선 번호를 할당하였다. 그러나 기관사들은 일반적으로 지명 이름을 계속 사용했다. 노선 색은 1965년 8월 26일에 케임브리지 세븐 협회(Cambridge Seven Associates)가 개발한 디자인 표준에 따라 더 넓은 현대화의 일환으로 지정되었으며 이후 그 노선의 주된 식별자로 사용되었다. 중전철 및 매터팬 선을 위한 노선 번호는 공공 정보에서 1966년까지 유지되었다. 1967년 당시, 그린 라인의 5개 지선은 A에서 E까지 알파벳 문자로 표시되었다. 나중에 MBTA의 역사에서 이들 노선의 색깔을 일치시키기 위해 차량 도색을 새로 하였다.
케임브리지 세븐은 원래 레드(빨강), 옐로(노랑), 그린(초록), 블루(파랑)를 사용하려고 했으나, 옐로(노랑)의 경우 일부 고객이 흰색 배경에 노란색 글씨를 읽는데 어려움을 겪었기 때문에 부적절한 것으로 판명되었다. 대신 오렌지(주황)로 대체되었고, 노란색은 버스 시인성 표시와 표지판을 위해 사용되었다. 최신 소식통은 색상 명에 대해 나름대로의 기원을 주장하지만 전환시 공개적으로 논의되지 않았다. 몇 가지 설명에 따르면 오렌지 라인은 워싱턴 스트리트(이전명 오렌지 스트리트)의 일부를 따라가기 때문에 명명되었고, 그린 라인은 에메랄드 넥레이스(Emerald Necklace) 공원 시스템의 일부에 인접해 있기 때문에, 블루 라인은 보스턴 항구 밑을 지나기 때문에, 레드 라인은 최북단 종점이 하버드 대학교(이 대학의 상징색이 진홍색이다.)에 있었기 때문에 명명되었다.
색깔명으로 바뀌었을 때, MBTA는 버스 노선 표지와 버스 정류장 표지판을 색칠하여 노선의 목적지 역과 일치시킬 계획을 세웠다. 그러나 이 계획은 결국 시행되지 않았다.

### 역
MBTA의 급행 운송 시스템에는 총 133개의 역이 있으며, 서머빌 지역의 그린 라인 연장 구간에 7개의 역이 더 건설될 예정이다.

### 차량
네 개의 노선은 모두 표준궤를 사용하지만, 서로 호환되지 않으므로, 한 노선의 열차가 다른 노선 열차에서 운행하기 위해서 변형되어야 한다. 오렌지 라인과 블루 라인 열차는 블루 라인 열차를 오렌지 라인에서 운행할 수 있도록 변형이 고려될 만큼(결과적으로는 비용 문제로 기각되었다.) 닮은 점이 많다. 또한 지멘스 트랜스포테이션의 새로운 블루 라인 차량 중 일부는 몇 시간 후에 오렌지 라인에서 시운전을 거쳐 블루 라인의 정식 서비스를 시행하였다. 레드 라인과 애쉬몬트-매터팬 고속선을 제외하고는 노선 간의 직접 연결이 없으나, 블루 라인을 제외하고는 철도 차량과 화물 운송을 위해 사용되는 전국 철도 망의 연결이 거의 없다.

## 운임
2016년 7월 1일부터, MBTA 운임을 통행 목적에 따라 달리 설정해 놓았다. 1회 승차권 또는 현찰은 $2.75, 재사용 가능한 CharlieCard를 사용할 경우 $2.25의 비용이 나온다. LinkPass(지하철 및 버스 무제한 이용 포함)는 월 $84.50이다. 일일 패스와 주간 패스는 각각 $12.00, $21.25이며, 노약자 및 중·고등학생에게 할인 혜택이 제공된다. 성인과 동반한 11세 이하 어린이는 무료이며, 3명까지 제한된다.

## 같이 보기
- 지하철 목록

### 내용주
1. ↑  실버 라인과 트롤리버스 포함.